# Savikoja
Savikoja is een plaats in de Estlandse gemeente Luunja, provincie Tartumaa. De plaats heeft de status van dorp (Estisch: küla) en telt 56 inwoners (2021).

## Geschiedenis
Savikoja werd voor het eerst genoemd in 1582 onder de naam Sawikoda. De nederzetting behoorde tot het landgoed van Luunja. Savikoja en het zuidelijker gelegen Kakumetsa vormden een veehouderij.
In 1945 werd Savikoja genoemd als afzonderlijk dorp. In 1977 werd het buurdorp Kitseküla (een ander dorp dan Kitseküla in de gemeente Kastre) bij Savikoja gevoegd.